# Kinnara marginalis
Kinnara marginalis är en insektsart som beskrevs av Frederick Arthur Godfrey Muir 1922. Kinnara marginalis ingår i släktet Kinnara och familjen Kinnaridae. Inga underarter finns listade i Catalogue of Life.